# Alex (football, septembre 1977)
Pour les articles homonymes, voir Souza, Alex et Alexsandro.
Alexsandro de Souza, plus connu sous le nom de Alex, né le 14 septembre 1977 à Curitiba (Paraná), est un footballeur international brésilien.
Au terme de sa carrière, Alex inscrit plus de 200 buts en environ 1 000 matchs.

## Biographie

### Débuts au Brésil
Né à Curitiba le 14 septembre 1977, Alex commence le football dans les catégories jeunes du club de la ville, le Coritiba FC. Il partage alors son temps entre football et futsal, perfectionnant ainsi sa technique.
Il fait ses débuts dans l'équipe première du Coritiba FC en 1995 et fait 124 matches officiels pour le club jusqu'en 1997 et son départ au SE Palmeiras.
En 1997, Alex arrive au SE Palmeiras avec la difficile tâche de remplacer les départs dans le couloir gauche, Rivaldo et Djalminha.
Au SE Palmeiras, le milieu de terrain remporte plusieurs titres avec le doublé Coupe du Mercosur-Coupe du Brésil en 1998 et la Copa Libertadores en 1999.

Entre 2000 et 2001, il part au CR Flamengo puis à Cruzeiro EC avant de revenir en 2002.

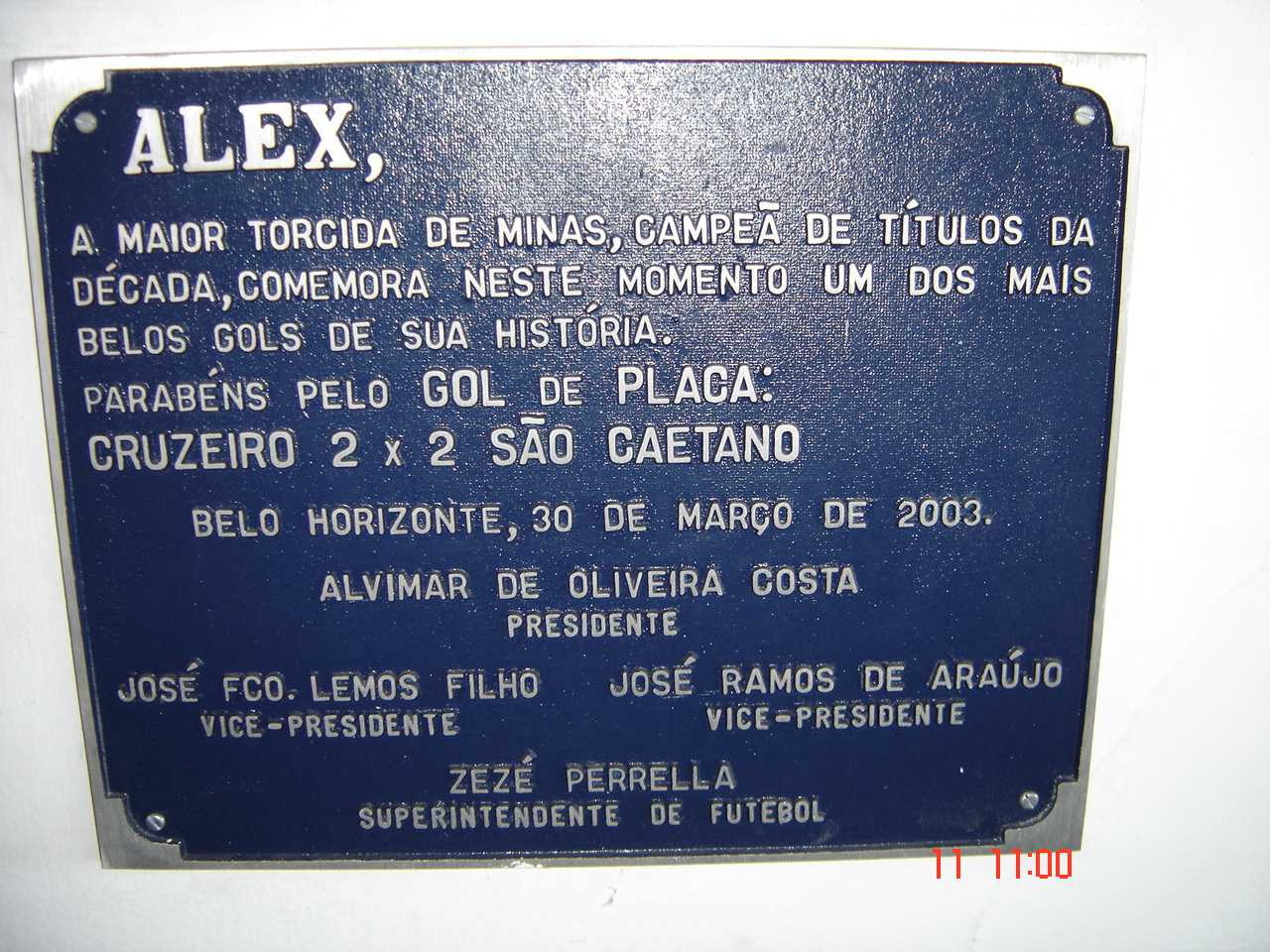
Plaque commémorative d'un but inscrit par Alex au Mineirão, stade du Cruzeiro EC.

Alex négocie alors son départ pour le football italien et s'engage avec le Parme FC. Rapidement en conflit avec Cesare Prandelli, Alex n'y joue que quelques semaines et cinq matchs.
Durant la même saison, il repart pour le Cruzeiro EC qui brille en 2003. Dans le club de l'exploitation minière, le milieu de terrain est le leader de l'équipe qui remporte la triple couronne : Championnat Mineiro, Coupe du Brésil et le Championnat Brésilien. Il est élu Ballon d'or brésilien en 2003.

### Joueur phare de Fenerbahçe (2004-2012)
En 2004, il est transféré en Turquie à Fenerbahçe pour une somme de 6 millions d'euros. Il y fait des débuts difficiles, mais aide le club dans la conquête du titre de champion de Turquie.
En 2007, il se voit promu capitaine de Fenerbahçe.
Durant l'été 2010, Aykut Kocaman remplace Christoph Daum à la tête de l'équipe. L'entraîneur n’apprécie pas la star Alex, et dès sa prise de fonction, lui préfère des joueurs plus jeunes (le Brésilien a alors 33 ans), comme Mamadou Niang, Issiar Dia ou Miroslav Stoch. Mais les mauvais résultats du club le contraignent à revoir ses plans, l'entraîneur appelle alors la « vieille » star à la rescousse. Alex inscrit 28 buts, offre 13 passes décisives et les Canaris sont champions. Il termine alors troisième meilleur buteur d'Europe après Lionel Messi et Cristiano Ronaldo.
Trois fois champion de Turquie, deux fois élu meilleur joueur du championnat et second meilleur buteur de l'Histoire du club avec 172 buts en 346 matches, les dirigeants du club lui font l'honneur d'inaugurer une statue à son effigie le 15 septembre 2012.
A l'été 2012, Kocaman aurait révélé au Brésilien son intention de le mettre davantage sur le banc. Malgré ses 35 printemps, Alex n’est pas d’accord. Conséquence de cette mésentente, il est exclu du groupe pour une dizaine de jours, ratant la double confrontation en barrage de C1. Durant la rencontre, les supportrices demandent où est passée leur star. Mais les mauvais résultats se font voir et le stade entier chante son éviction après une défaite de trop. Kocaman, devant de telles proportions, se résout à poser sa démission mais le club refuse d’y donner suite. Deux jours plus tard, Alex annonce son départ. Le joueur refuse également qu'on lui rende hommage.
Au terme de sa carrière à Istanbul, Alex est le meilleur passeur de l’histoire du club, et le second buteur, derrière la légende Ziki Riza Sporel. En championnat en revanche, un autre attaquant le devance, Aykut Kocaman.

### Retour gagnant à Coritiba
En 2012, le Brésilien quitte le vieux continent et fait son retour au Coritiba FC, alors que Cruzeiro EC et le SE Palmeiras veulent l’enrôler.
Le 12 mai 2013, Alex remporte avec son club un titre majeur qui manque encore dans sa collection, le championnat du Paraná. De plus, il termine meilleur buteur avec quinze réalisations en dix-sept matchs. Le 6 juin 2013, en Championnat du Brésil 2013, Alex offre la victoire à son équipe face à Fluminense (2-1) en offrant une passe décisive et en inscrivant le 400e but de sa carrière. Il inscrit six buts lors des dix premières journées.
Le 7 décembre 2014, Alex annonce sa retraite sportive après une dernière victoire, contre Bahia (3-2). Remplacé à la 83e minute du match, Alex est ovationné par tout le stade avant de fondre en larme.
Le 12 janvier 2015, il est annoncé comme nouveau commentateur sur ESPN. En 2015, Alex fait son jubilé à l'Arena Pantanal. Le match oppose une équipe d'amis du Brésilien dont Sorín, Rivaldo, Gamarra et Zico au groupe du SE Palmeiras, vainqueur de la Copa Libertadores 1999 avec Evair, Marcos, Zinho et Scolari.

### En sélection (1998-2005)
Alex dispute son premier match avec l'équipe du Brésil le 23 septembre 1998, le match amical a lieu à São Luís où la Seleção reçoit la Yougoslavie pour un match nul (1-1).
En 2001, Alex semble en bonne position pour participer à la Coupe du monde 2002 en Asie. Pré-sélectionné par Luiz Felipe Scolari, il pense que son heure est venue lors de la blessure du milieu de terrain Emerson, mais l'entraîneur appelle Ricardinho pour le remplacer et Alex voit sa dernière chance de participer à une Coupe du monde s'envoler. Après cet incident, Alex perd peu à peu sa place en équipe nationale.
Au total, Alex compte 48 sélections et 12 buts inscrits.

## Style de jeu
Alex est un milieu de terrain complet, avec la palette du meneur de jeu brésilien, et une facilité face au but.
Bien que peu connu du grand public, Alex fut l'un des joueurs les plus doués techniquement en Europe, lors de son passage à Fenerbahçe. Très complet, il propose une palette technique de rêve pour un footballeur, capable de marquer de la tête, du pied droit, du pied gauche, sur coup franc, ou après une série de dribbles chaloupés, digne des plus grands joueurs brésiliens.

## Statistiques
Le tableau suivant présente les statistiques d'Alex en tant que footballeur professionnel,.
Ce tableau est incomplet : les seuls données exactes et certaines sont celles durant les années à Fenerbahçe, sinon il manque plusieurs matchs. Au terme de sa carrière, Alex inscrit plus de 200 buts en environ 1 000 matchs.
| Période   | Équipe           | Matchs | Buts | Pd  |
| --------- | ---------------- | ------ | ---- | --- |
| 1995-1997 | Coritiba FC      | 123    | 32   | 38  |
| 1997-1999 | SE Palmeiras     | 166    | 49   | 34  |
| 2000      | CR Flamengo      | 12     | 3    | 0   |
| 2000-2001 | SE Palmeiras     | 60     | 24   | 21  |
| 2001-2002 | Cruzeiro EC      | 29     | 6    | 10  |
| 2002      | SE Palmeiras     | 15     | 5    | 1   |
| 2002      | Parme FC         | 5      | 2    | 7   |
| 2003-2004 | Cruzeiro EC      | 92     | 58   | 51  |
| 2004-2012 | Fenerbahçe       | 378    | 185  | 162 |
| 2013-2014 | Coritiba FC      | 86     | 38   | 20  |
| 1999-2000 | Brésil olympique | 19     | 8    | 1   |
| 1998-2005 | Brésil           | 49     | 12   | 11  |
| 1995-2014 | -                | 1034   | 422  | 356 |

| Saison                | Club                  | Championnat           | Championnat | Championnat | Coupe(s) nationale(s) | Coupe(s) nationale(s) | Compétition(s) continentale(s) | Compétition(s) continentale(s) | Compétition(s) continentale(s) | Brésil | Brésil | Total | Total |
| Saison                | Club                  | Division              | M.          | B.          | M.                    | B.                    | Comp.                          | M.                             | B.                             | M.     | B.     | M.    | B.    |
| 1995                  | Coritiba FC           | D1                    | -           | -           | -                     | -                     | -                              | -                              | -                              | 0      | -      | 0     | 0     |
| 1996                  | Coritiba FC           | D1                    | 17          | 5           | -                     | -                     | -                              | -                              | -                              | -      | -      | 17    | 5     |
| 1997                  | SE Palmeiras          | D1                    | 28          | 7           | -                     | -                     | -                              | -                              | -                              | -      | -      | 28    | 7     |
| 1998                  | SE Palmeiras          | D1                    | 24          | 6           | -                     | -                     | -                              | -                              | -                              | 2      | 0      | 26    | 6     |
| 1999                  | SE Palmeiras          | D1                    | 14          | 4           | -                     | -                     | -                              | -                              | -                              | 10     | 6      | 24    | 10    |
| 2000                  | CR Flamengo           | D1                    | 12          | 3           | -                     | -                     | -                              | -                              | -                              | 7      | 1      | 19    | 4     |
| 2001                  | Cruzeiro EC           | D1                    | 13          | 3           | -                     | -                     | -                              | -                              | -                              | 5      | 2      | 18    | 5     |
| 2002                  | SE Palmeiras          | D1                    | 13          | 2           | -                     | -                     | -                              | -                              | -                              | 1      | 0      | 14    | 2     |
| 2002                  | Parme FC              | Serie A               | 5           | 2           | -                     | -                     | -                              | -                              | -                              | -      | -      | 5     | 2     |
| 2003                  | Cruzeiro EC           | D1                    | 37          | 23          | -                     | -                     | -                              | -                              | -                              | 6      | 1      | 43    | 24    |
| 2004                  | Cruzeiro EC           | D1                    | 5           | 2           | -                     | -                     | -                              | 7                              | 3                              | 5      | 0      | 17    | 5     |
| 2004-2005             | Fenerbahçe            | D1                    | 31          | 24          | 5                     | 3                     | C1+C3                          | 6+2                            | 0+1                            | 10     | 2      | 54    | 30    |
| 2005-2006             | Fenerbahçe            | D1                    | 31          | 15          | 8                     | 2                     | C1                             | 4                              | 3                              | 3      | 0      | 46    | 20    |
| 2006-2007             | Fenerbahçe            | D1                    | 32          | 19          | 3                     | 0                     | C3                             | 12                             | 1                              | -      | -      | 47    | 20    |
| 2007-2008             | Fenerbahçe            | D1                    | 28          | 14          | 3                     | 0                     | C1                             | 12                             | 4                              | -      | -      | 43    | 18    |
| 2008-2009             | Fenerbahçe            | D1                    | 26          | 11          | 5                     | 4                     | C1                             | 9                              | 2                              | -      | -      | 40    | 17    |
| 2009-2010             | Fenerbahçe            | D1                    | 26          | 11          | 9                     | 7                     | C3                             | 8                              | 3                              | -      | -      | 43    | 21    |
| 2010-2011             | Fenerbahçe            | D1                    | 33          | 28          | 1                     | 0                     | C1+C3                          | 4                              | 0                              | -      | -      | 38    | 28    |
| 2011-2012             | Fenerbahçe            | D1                    | 33          | 14          | 3                     | 3                     | -                              | -                              | -                              | -      | -      | 36    | 17    |
| 2012                  | Fenerbahçe            | D1                    | 5           | 0           | 1                     | 1                     | C1+C3                          | 4                              | 1                              | -      | -      | 10    | 2     |
| Sous-total            | Sous-total            | Sous-total            | 245         | 136         | 38                    | 20                    | -                              | 61                             | 15                             | 13     | 2      | 357   | 173   |
| 2013                  | Coritiba FC           | D1                    | 29          | 12          | 1                     | 0                     | CS                             | 1                              | 0                              | -      | -      | 31    | 12    |
| 2014                  | Coritiba FC           | D1                    | 26          | 6           | 3                     | 0                     | -                              | -                              | -                              | -      | -      | 29    | 6     |
| Total sur la carrière | Total sur la carrière | Total sur la carrière | 468         | 211         | 42                    | 20                    | -                              | 69                             | 18                             | 49     | 12     | 628   | 261   |

## Palmarès

### En équipe nationale
- Vainqueur de la Copa América en 1999 et 2004
- Vainqueur du Tournoi de Toulon (- 20 ans) en 1996
- Vainqueur du tournoi pré-olympique en 2000
- Finaliste de la Coupe des confédérations en 1999

### En club
| SE Palmeiras - Copa Libertadores en 1999 - Coupe Mercosul en 1998 - Coupe du Brésil en 1998 |  | CR Flamengo - Tournoi Rio-São Paulo en 2000 |  | Cruzeiro EC - Champion du Brésil en 2003 - Champion de l'État du Minas Gerais en 2003 et 2004 - Coupe du Brésil en 2003 |  | Fenerbahçe - Champion de Turquie en 2005, 2007 et 2011 - Supercoupe de Turquie en 2007 et 2009 - Coupe de Turquie en 2012 |  |  |

### Distinctions personnelles
- « Ballon d'or brésilien » en 2003
- Meilleur buteur du championnat de Turquie lors de la saison 2006-2007 avec 19 buts
- Meilleur buteur du championnat de Turquie lors de la saison 2010-2011 avec 28 buts
- Élu joueur de l'année du championnat de Turquie lors de la saison 2010-2011
- Meilleur passeur de la Ligue des champions de la saison 2007-2008